# Moin
Moin（モイン）またはMoin moin（モイン・モイン）は、挨拶の言葉のひとつ。もともとは東フリースラント諸島（北ドイツ）、北フリースラント諸島（北ドイツ、一部デンマーク）、フレンスブルク（北ドイツ）、北オランダで話されるフリジア語。おはよう、こんにちは、こんばんは、などに相当し、一日中使うことができる。
20世紀前半にドイツシュレースヴィヒ＝ホルシュタイン州北部に広がった。また、オランダ語の方言でも用いられる。1980年代以降、ドイツ語の漫画の登場人物「ヴェルナー」がいつも「moin」と挨拶していたことで、中央ヨーロッパ全体に広まった。
この語は、フリジア語の「美しい」を意味する単語“mooi”が起源である。また、moin moinと言ったときの2つめのmoinは、フリジア語で「日」を表す“morn”が起源である。Moinひとつで会ったときの挨拶に一日中使え、地域によっては別れるときにも使うことができる。また、「元気？」「元気、元気」というような意味合いで「moin?」「moin! moin!」と使うこともできる。